# Comtés de l'État du Tennessee
Les comtés de l'État du Tennessee sont au nombre de 95. Il s'y trouve au Tennessee 22 comtés (counties) portant un nom unique, alors que chacun des 73 autres a un ou plusieurs homonymes dans d'autres États de l'Union.

## Liste des comtés
| Comté      | Code FIPS | Siège du comté | Fondé | Créé à partir                                                                 | Origine du nom | Population (2000) | Superficie | Carte |
| ---------- | --------- | -------------- | ----- | ----------------------------------------------------------------------------- | --- | ----------------- | ---------- | ----- |
| Anderson   | 001       | Clinton        | 1801  | Les comtés de Knox et Grainger                                                | Joseph Anderson (1757-1837), sénateur américain du Tennessee et premier contrôleur du Trésor américain.                                                                                   | 71 330            | 875 km2    |       |
| Bedford    | 003       | Shelbyville    | 1807  | Comté de Rutherford                                                           | Thomas Bedford, officier lors de la guerre d'indépendance et grand propriétaire terrien dans la région.                                                                                   | 37 586            | 1 228 km2  |       |
| Benton     | 005       | Camden         | 1835  | Comté de Humphreys                                                            | Vétéran de la guerre creek, David Benton (1779-1860) est l'un des premiers colons dans le comté.                                                                                          | 16 537            | 1 020 km2  |       |
| Bledsoe    | 007       | Pikeville      | 1807  | Comté de Roane et les terres indiennes                                        | Anthony Bledsoe, soldat de la guerre d'indépendance, arpenteur-géomètre, et des premiers colons dans le comté de Sumner.                                                                  | 12 367            | 1 052 km2  |       |
| Blount     | 009       | Maryville      | 1795  | Comté de Knox                                                                 | William Blount (1749-1800), gouverneur du territoire du Sud-Ouest et plus tard sénateur américain.                                                                                        | 105 823           | 1 448 km2  |       |
| Bradley    | 011       | Cleveland      | 1836  | Terres indiennes                                                              | Edward Bradley, législateur de l'État du Tennessee. | 87 965            | 852 km2    |       |
| Campbell   | 013       | Jacksboro      | 1806  | Les comtés Anderson et Claiborne                                              | Arthur Campbell (1743-1811), négociateur de traités avec les Amérindiens et membre de la Chambre des Bourgeois de Virginie.                                                               | 39 854            | 1 243 km2  |       |
| Cannon     | 015       | Woodbury       | 1836  | Les comtés de Rutherford, de Smith et de Warren                               | Newton Cannon (1781-1841), gouverneur du Tennessee. | 12 826            | 689 km2    |       |
| Carroll    | 017       | Huntingdon     | 1821  | Terres indiennes                                                              | William Carroll (1788–1844), gouverneur du Tennessee. | 29 475            | 1 551 km2  |       |
| Carter     | 019       | Elizabethton   | 1796  | Comté de Washington                                                           | Landon Carter (1710-1778), président du sénat de l'État de Franklin. | 56 742            | 883 km2    |       |
| Cheatham   | 021       | Ashland City   | 1856  | Les comtés de Davidson, de Dickson, de Montgomery et Robertson                | Edward Cheatham législateur de l'État du Tennessee. | 35 912            | 785 km2    |       |
| Chester    | 023       | Henderson      | 1879  | Les comtés de Hardeman, de Henderson, de McNairy et de Madison                | Robert I. Chester législateur de l'État du Tennessee. | 15 540            | 749 km2    |       |
| Clairborne | 025       | Tazewell       | 1801  | Les comtés de Grainger et Hawkins                                             | William C. C. Claiborne (1775-1817), gouverneur de la Louisiane et gouverneur du territoire du Mississippi.                                                                               | 29 862            | 1 124 km2  |       |
| Clay       | 027       | Celina         | 1870  | Les comtés de Jackson et Overton                                              | Henry Clay (1777-1852), président de la Chambre des représentants des États-Unis et secrétaire d'État.                                                                                    | 7 976             | 611 km2    |       |
| Cocke      | 029       | Newport        | 1797  | Comté de Jefferson                                                            | William Cocke (1747-1828), l'un des premiers sénateurs du Tennessee. | 33 565            | 1 124 km2  |       |
| Coffee     | 031       | Manchester     | 1836  | Les comtés de Bedford, de Warren et de Franklin                               | John Coffee (1772-1833), pionnier, planteur, et vétéran de la guerre Creek et de la guerre de 1812.                                                                                       | 48 014            | 1 111 km2  |       |
| Crockett   | 033       | Alamo          | 1871  | Les comtés de Haywood, de Madison, de Dyer et de Gibson                       | Davy Crockett (1786-1836), humoriste frontière, membre du Congrès, et le défenseur du Fort Alamo.                                                                                         | 14 532            | 686 km2    |       |
| Cumberland | 035       | Crossville     | 1855  | Les comtés de White, de Bledsoe, de Rhea, de Morgan, de Fentress et de Putnam | Les Montagnes Cumberland. | 46 802            | 1 766 km2  |       |
| Davidson   | 037       | Nashville      | 1783  | Une partie de la Caroline du Nord.                                            | William Lee Davidson (1746-1781), un général de brigade qui est mort à la bataille de Cowan's Ford durant la guerre d'indépendance.                                                       | 569 891           | 1 300 km2  |       |
| Decatur    | 039       | Decaturville   | 1845  | Comté de Perry.                                                               | Stephen Decatur (1779–1820), officier de Marine et héros de la guerre de 1812. | 11 731            | 862 km2    |       |
| DeKalb     | 041       | Smithville     | 1837  | Comté de Franklin, de Cannon, de Jackson et de White                          | Johann de Kalb (1721-1780), baron d'origine allemande qui a aidé les continentaux au cours de la guerre d'indépendance américaine.                                                        | 17 423            | 787 km2    |       |
| Dickson    | 043       | Charlotte      | 1803  | Comté de Montgomery et de Robertson                                           | William Dickson (1770-1816), Représentant américain. | 43 156            | 1 269 km2  |       |
| Dyer       | 045       | Dyersburg      | 1823  | Terres indiennes                                                              | Robert Henry Dyer, législateur de l'État du Tennessee. | 37 279            | 1 321 km2  |       |
| Fayette    | 047       | Somerville     | 1824  | Terres indiennes                                                              | Gilbert du Motier, marquis de La Fayette (1757-1834), un général d'origine française dans la guerre d'indépendance américaine.                                                            | 28 796            | 1 826 km2  |       |
| Fentress   | 049       | Jamestown      | 1823  | Les comtés de Morgan, d'Overton et de White                                   | James Fentress législateur d'État du Tennessee. | 16 625            | 1 292 km2  |       |
| Franklin   | 051       | Winchester     | 1807  | Les comtés de Rutherford et Terres indiennes                                  | Le père fondateur Benjamin Franklin (1706-1790). | 39 270            | 1 432 km2  |       |
| Gibson     | 053       | Trenton        | 1823  | Terres indiennes                                                              | John H. Gibson, un soldat de l'expédition Natchez et de la guerre Creek. | 48 154            | 1 562 km2  |       |
| Giles      | 055       | Pulaski        | 1809  | Terres indiennes                                                              | William B. Giles (1762-1830), sénateur américain et gouverneur de la Virginie. | 29 447            | 1 582 km2  |       |
| Grainger   | 057       | Rutledge       | 1796  | Les comtés de Hawkins et de Knox                                              | Mary Grainger Blount, épouse de William Blount et la « première dame » du territoire du Sud-Ouest, qui deviendra plus tard le Tennessee.                                                  | 20 659            | 725 km2    |       |
| Greene     | 059       | Greeneville    | 1783  | Comté de Washington                                                           | Nathanael Greene (1742-1786), général de la guerre d'indépendance. | 62 909            | 1 611 km2  |       |
| Grundy     | 061       | Altamont       | 1844  | Les comtés de Coffee, de Warren et de Franklin                                | Felix Grundy (1777-1840), procureur général. | 14 332            | 935 km2    |       |
| Hamblen    | 063       | Morristown     | 1870  | Les comtés de Jefferson, de Grainger et de Greene                             | Hezekiah Hamblen, un des premiers colons du Tennessee. | 58 128            | 417 km2    |       |
| Hamilton   | 065       | Chattanooga    | 1819  | Le comté de Rhea et les terres indiennes                                      | Alexander Hamilton (1755 ou 1757-1804), premier secrétaire au Trésor et père fondateur.                                                                                                   | 307 896           | 1 406 km2  |       |
| Hancock    | 067       | Sneedville     | 1844  | Les comtés de Hawkins et de Claiborne                                         | John Hancock (1737-1793), président du Congrès continental. | 6 780             | 575 km2    |       |
| Hardeman   | 069       | Bolivar        | 1823  | Le comté de Hardin et Terres indiennes                                        | Thomas Jones Hardeman, soldat lors de la guerre Creek et de la guerre de 1812, plus tard, membre législateur de la république du Texas.                                                   | 28 105            | 1 730 km2  |       |
| Hardin     | 071       | Savannah       | 1819  | Terres indiennes                                                              | Joseph Hardin, législateur du territoire du Sud-Ouest et de l'État de Franklin. | 25 578            | 1 497 km2  |       |
| Hawkins    | 073       | Rogersville    | 1786  | Comté de Sullivan                                                             | Benjamin Hawkins (1754-1816), sénateur américain. | 53 563            | 1 261 km2  |       |
| Haywood    | 075       | Brownsville    | 1823  | Terres indiennes                                                              | John Haywood (1762-1826), juge et historien, surnommé « le père de l'histoire du Tennessee ».                                                                                             | 19 797            | 1 380 km2  |       |
| Henderson  | 077       | Lexington      | 1821  | Terres indiennes                                                              | James Henderson, officier de la guerre de 1812. | 25 522            | 1 347 km2  |       |
| Henry      | 079       | Paris          | 1821  | Terres indiennes                                                              | Patrick Henry (1736-1799), orateur de l'époque révolutionnaire et législateur de la Virginie.                                                                                             | 31 115            | 1 456 km2  |       |
| Hickman    | 081       | Centerville    | 1807  | Comté de Dickson                                                              | Edwin Hickman, explorateur tué par les Amérindiens à proximité du site actuel de Centerville.                                                                                             | 22 295            | 1 588 km2  |       |
| Houston    | 083       | Erin           | 1871  | Les comtés de Dickson, devHumphreys, de Montgomery et de Stewart              | Sam Houston (1793-1863), gouverneur du Tennessee et du Congrès, président de la république du Texas, sénateur du Texas, et gouverneur du Texas.                                           | 8 088             | 518 km2    |       |
| Humphreys  | 085       | Waverly        | 1809  | Le comté de Stewart                                                           | Parry Wayne Humphreys (1778-1839), Représentant américain. | 17 929            | 1 378 km2  |       |
| Jackson    | 087       | Gainesboro     | 1801  | Le comté de Smith et Terres indiennes                                         | Andrew Jackson (1767-1845), 7e président des États-Unis. | 10 984            | 800 km2    |       |
| Jefferson  | 089       | Dandridge      | 1792  | Les comtés de Greene et de Hawkins                                            | Thomas Jefferson (1743-1826), 3e président des États-Unis et père fondateur. | 44 294            | 710 km2    |       |
| Johnson    | 091       | Mountain City  | 1836  | Le comté de Carter                                                            | Thomas Johnson, un des premiers colons du comté de Carter le long de la rivière Doe. | 17 499            | 774 km2    |       |
| Knox       | 093       | Knoxville      | 1792  | Les comtés de Greene et de Hawkins                                            | Henry Knox (1750-1806), le premier secrétaire à la Guerre. | 382 032           | 1 318 km2  |       |
| Lake       | 095       | Tiptonville    | 1870  | Le comté d'Obion                                                              | Lac Reelfoot. | 7 954             | 422 km2    |       |
| Lauderdale | 097       | Ripley         | 1835  | Les comtés de Haywood, de Dyer et de Tipton                                   | James Lauderdale, qui périt durant la guerre de 1812. | 27 101            | 1 217 km2  |       |
| Lawrence   | 099       | Lawrenceburg   | 1817  | Le comté de Hickman et Terres indiennes                                       | James Lawrence (1781-1813), officier de marine et héros de la guerre de 1812. | 39 926            | 1 598 km2  |       |
| Lewis      | 101       | Hohenwald      | 1843  | Les comtés de Hickman, de Lawrence, de Maury et de Wayne                      | Meriwether Lewis (1774-1809), explorateur de l'Ouest américain. | 11 367            | 730 km2    |       |
| Lincoln    | 103       | Fayetteville   | 1809  | Le comté de Bedford                                                           | Benjamin Lincoln (1733-1810), secrétaire américain de la Guerre. | 31 340            | 1 476 km2  |       |
| Loudon     | 105       | Loudon         | 1870  | Les comtés de Roane, de Monroe, de Blount et de McMinn                        | Fort Loudoun, qui a été nommé pour John Campbell, 4e comte de Loudoun, qui a dirigé les forces britanniques et américains pendant la guerre de la Conquête.                               | 39 086            | 593 km2    |       |
| Macon      | 111       | Lafayette      | 1842  | Les comtés de Smith et de Sumner                                              | Nathaniel Macon (1758-1837), sénateur américain. | 20 386            | 795 km2    |       |
| Madison    | 113       | Jackson        | 1821  | Terres indiennes                                                              | James Madison (1758-1836), 4e président des États-Unis. | 91 837            | 1 443 km2  |       |
| Marion     | 115       | Jasper         | 1817  | Terres indiennes                                                              | Francis Marion (1732-1795), « Le Renard du marais » de la guerre d'indépendance américaine.                                                                                               | 27 776            | 1 295 km2  |       |
| Marshall   | 117       | Lewisburg      | 1836  | Les comtés de Giles, de Bedford, de Lincoln et de Maury                       | John Marshall (1755-1835), Chief Justice des États-Unis. | 26 767            | 971 km2    |       |
| Maury      | 119       | Columbia       | 1807  | Le comté de Williamson et Terres indiennes                                    | Abram Poindexter Maury (1801-1848), législateur de l'État du Tennessee. | 69 498            | 1 588 km2  |       |
| McMinn     | 107       | Athens         | 1819  | Terres indiennes                                                              | Joseph McMinn (1758-1824), gouverneur du Tennessee. | 49 015            | 1 114 km2  |       |
| McNairy    | 109       | Selmer         | 1823  | Comté de Hardin                                                               | John McNairy, juge de la US District Court pour le District du Tennessee. | 24 653            | 1 450 km2  |       |
| Meigs      | 121       | Decatur        | 1836  | Comté de Rhea                                                                 | Return Jonathan Meigs (1740-1823), officier dans l'armée continentale qui a été pendant de nombreuses années un agent fédéral des Indiens et militaire dans le Tennessee.                 | 11 086            | 505 km2    |       |
| Monroe     | 123       | Madisonville   | 1819  | Terres indiennes                                                              | James Monroe (1758-1831), 5e président des États-Unis. | 38 961            | 1 645 km2  |       |
| Montgomery | 125       | Clarksville    | 1796  | Comté de Tennessee                                                            | John Montgomery (1750-1794), chef de l'expédition Nickajack. | 134 768           | 1 396 km2  |       |
| Moore      | 127       | Lynchburg      | 1871  | Les comtés de Bedford, de Lincoln et de Franklin                              | William Moore, législateur de l'État du Tennessee. | 5 740             | 334 km2    |       |
| Morgan     | 129       | Wartburg       | 1817  | Les comtés d'Anderson et de Roane                                             | Daniel Morgan (1736-1802), officier de la guerre d'indépendance. | 19 757            | 1 352 km2  |       |
| Obion      | 131       | Union City     | 1823  | Terres indiennes                                                              | La rivière Obion. | 32 450            | 1 412 km2  |       |
| Overton    | 133       | Livingston     | 1806  | Comté de Jackson et Terres indiennes                                          | John Overton (1766-1833), l'un des cofondateurs de Memphis. | 20 118            | 1 121 km2  |       |
| Perry      | 135       | Linden         | 1819  | Les comtés de Humphreys et de Hickman                                         | Oliver Hazard Perry (1785-1819), officier de marine et héros de la guerre de 1812. | 7 631             | 1 075 km2  |       |
| Pickett    | 137       | Byrdstown      | 1879  | Les comtés de Fentress et d'Overton                                           | Howell L. Pickett, législateur de l'État du Tennessee. | 4 945             | 422 km2    |       |
| Polk       | 139       | Benton         | 1839  | Les comtés de McMinn et de Bradley                                            | James K. Polk (1795-1849), 11e président des États-Unis. | 16 050            | 1 127 km2  |       |
| Putnam     | 141       | Cookeville     | 1854  | Les comtés de Fentress, de Jackson, de Smith, de White et de Overton          | Israel Putnam (1718-1790), officier durant la guerre d'indépendance. | 62 315            | 1 039 km2  |       |
| Rhea       | 143       | Dayton         | 1807  | Le comté de Roane                                                             | John Rhea (1753-1832), Représentant américain. | 28 400            | 818 km2    |       |
| Roane      | 145       | Kingston       | 1801  | Le comté de Knox et Terres indiennes                                          | Archibald Roane (1759 ou 1760-1819), gouverneur du Tennessee. | 51 910            | 935 km2    |       |
| Robertson  | 147       | Springfield    | 1796  | Les comtés de Tennessee et Sumner                                             | James Robertson (1742-1814), législateur de l'État du Tennessee et fondateur des établissements Watauga.                                                                                  | 54 433            | 1 235 km2  |       |
| Rutherford | 149       | Murfreesboro   | 1803  | Les comtés de Davidson, de Williamson et de Wilson                            | Griffin Rutherford, président de l'Assemblée législative du territoire du Sud-Ouest. | 182 023           | 1 603 km2  |       |
| Scott      | 151       | Huntsville     | 1849  | Les comtés d'Anderson, de Campbell, de Fentress et de Morgan                  | Winfield Scott (1786-1866), général de l'armée américaine et héros de la Guerre américano-mexicaine.                                                                                      | 21 127            | 1 378 km2  |       |
| Sequatchie | 153       | Dunlap         | 1857  | Les comtés de Hamilton, de Marion et de Warren                                | Mot cherokee pouvant signifier « l'opossum », « il sourit » ou « pistes ». | 11 370            | 689 km2    |       |
| Sevier     | 155       | Sevierville    | 1794  | Comté de Jefferson                                                            | John Sevier (1745-1815), gouverneur de l'État de Franklin et le premier gouverneur du Tennessee.                                                                                          | 71 170            | 1 533 km2  |       |
| Shelby     | 157       | Memphis        | 1819  | Terres de la Nation Chicacha acquise par l'achat de Jackson.                  | Isaac Shelby (1750-1826), commandant à Kings Mountain, premier gouverneur du Kentucky, et le négociateur de l'achat de l'ouest du district des Chicachas.                                 | 897 472           | 1 955 km2  |       |
| Smith      | 159       | Carthage       | 1799  | Comté de Sumner et Terres indiennes                                           | Daniel Smith (1748-1818), officier durant la guerre d'indépendance et sénateur américain.                                                                                                 | 17 712            | 813 km2    |       |
| Stewart    | 161       | Dover          | 1803  | Comté de Montgomery                                                           | Duncan Stewart, législateur de l'État du Tennessee et de lieutenant-gouverneur du territoire du Mississippi.                                                                              | 12 370            | 1 186 km2  |       |
| Sullivan   | 163       | Blountville    | 1779  | Comté de Washington                                                           | John Sullivan (1740-1795), 3e et 5e gouverneur du New Hampshire. | 153 048           | 1 070 km2  |       |
| Sumner     | 165       | Gallatin       | 1786  | Comté de Davidson                                                             | Jethro Sumner (1733-1785), un colon américain qui a défendu la Caroline du Nord contre les Britanniques en 1780.                                                                          | 130 449           | 1 370 km2  |       |
| Tipton     | 167       | Covington      | 1823  | Comté de Shelby et anciennes terres Chicacha                                  | Jacob Tipton, père de Blevins Armistead, qui a supervisé l'organisation du comté de Shelby, Tipton a été tué par les Amérindiens en 1791 dans un conflit sur le territoire du Nord-Ouest. | 51 271            | 1 189 km2  |       |
| Trousdale  | 169       | Hartsville     | 1870  | Les comtés de Wilson, de Macon, de Smith et de Sumner                         | William Trousdale (1790-1872), soldat durant la guerre Creek et la guerre américano-mexicaine puis fonctionnaire, sénateur et gouverneur du Tennessee.                                    | 7 259             | 295 km2    |       |
| Unicoi     | 171       | Erwin          | 1875  | Les comtés de Washington et de Carter                                         | Mot amérindiens pour le sud des Appalaches, ce qui signifie sans doute « blanc » ou « brouillard drapé ».                                                                                 | 17 667            | 482 km2    |       |
| Union      | 173       | Maynardville   | 1850  | Les comtés de Grainger, de Claiborne, de Campbell, d'Anderson et de Knox      | À la fois en référence à sa création à partir de bouts de cinq comtés, ou pour commémorer un soutien au « Tennessee de l'Est », pour la préservation de l'Union.                          | 17 808            | 580 km2    |       |
| Van Buren  | 175       | Spencer        | 1840  | Les comtés de Warren et de White                                              | Martin Van Buren (1782-1862), 8e président des États-Unis. | 5 508             | 640 km2    |       |
| Warren     | 177       | McMinnville    | 1807  | Les comtés de White, de Jackson, de Smith et Terres indiennes                 | Joseph Warren (1741-1775), officier de la guerre d'indépendance, qui a envoyé Paul Revere connu pour sa course à cheval dans la nuit du 18 avril 1775, la Midnight Ride.                  | 38 276            | 1 121 km2  |       |
| Washington | 179       | Jonesborough   | 1777  | Partie de la Caroline du Nord                                                 | George Washington (1732-1799), 1er président des États-Unis. | 107 198           | 844 km2    |       |
| Wayne      | 181       | Waynesboro     | 1817  | Comté de Hickman                                                              | Anthony Wayne (1745-1796), général de la guerre d'indépendance. | 16 842            | 1 901 km2  |       |
| Weakley    | 183       | Dresden        | 1823  | Terres indiennes                                                              | Robert Weakley (1764-1845), représentant américain. | 34 895            | 1 502 km2  |       |
| White      | 185       | Sparta         | 1806  | Les comtés de Jackson et de Smith                                             | John White, soldat de la guerre d'indépendance et premier colon européen-américain dans le comté.                                                                                         | 23 102            | 976 km2    |       |
| Williamson | 187       | Franklin       | 1799  | Comté de Davidson                                                             | Hugh Williamson (1735-1819), représentant américain. | 126 638           | 1 507 km2  |       |
| Wilson     | 189       | Lebanon        | 1799  | Comté de Sumner                                                               | David Wilson, un membre de la législature de la Caroline du Nord et le territoire du Sud-Ouest.                                                                                           | 88 808            | 1 479 km2  |       |

## Comtés disparus
Au cours de son histoire, l'État du Tennessee a vu disparaitre deux comtés :
- Le comté de James (1870-1919) - fait maintenant partie du comté de Hamilton. Le siège du comté était Ooltewah.
- Le comté de Tennessee (1788-1796) - Lorsque le Tennessee devient un État, l'ancien comté de Tennessee en Caroline du Nord est devenu le comté de Tennessee, au Tennessee, et a été divisé en comtés de Montgomery et Robertson.

## Comtés consolidés
Trois comtés du Tennessee fonctionne sous consolidés ville-comté gouvernements, une ville et du comté qui ont été fusionnées en une seule juridiction. En tant que tel, ces gouvernements sont à la fois une ville, qui est une corporation municipale, et un comté, qui est une division administrative d'un État.
- Nashville et le comté de Davidson
- Lynchburg et le comté de Moore
- Hartsville et le comté de Trousdale